# 科索沃神话
科索沃神话，或科索沃崇拜、科索沃传说，是基于1389年科索沃战役（6月28日）相关传说的塞尔维亚国族建设神话。该神话成为了塞尔维亚民间传说和文学传统的主题，发展出口头史诗和古斯莱吟遊。其最终形式并非在战役结束后立即完成，而是由不同的源头演变出不同的版本。其现代形式出现于19世纪的塞尔维亚，成为现代塞尔维亚国族认同及政治的重要组成部分，对其他南斯拉夫民族也曾有过相当的影响力。
塞尔维亚统治者拉扎尔与奥斯曼苏丹穆拉德一世在科索沃平原的战场上兵戎相见，當天是儒略曆的6月28日。根据神话，拉扎尔选择以烈士的姿態殉教而死，目的是为塞尔维亚族人获得天国中的位置，这比“尘世王国”和战场上的胜利更重要。拉札爾的女婿武克·布兰科维奇在关键时刻拋棄岳父、撤军回府，使他成为叛國的永恆代名詞。與之相反，拉札爾的大將米洛什·奥比利奇則刺杀了苏丹穆拉德一世，随后立刻被处决。在奥斯曼塞尔维亚，该神话最初并不是与塞尔维亚民族，而是与塞尔维亚封建社会的崩溃联系在一起，通过此种诠释来达到意识形态上对奥斯曼帝国的接受。在现代叙事中，这场败仗意味着光荣的中世纪塞尔维亚国家垮台，以及奥斯曼帝国长年的占领和暴政奴役。在传说中，拉扎尔和手下骑士相继牺牲，军队战败，但塞尔维亚族人却成为了被选中的人民，与上帝签署神聖契约。科索沃神话使用了许多广为人知的基督教符号，如最后的晚餐、犹大的背叛和宗教相关数字，并将塞尔维亚描绘成基督教的壁垒。
关于6月28日拉扎尔殉道的最早的记录来自塞尔维亚正教会，主要由塞尔维亚牧首达尼洛三世（1390-1396）和修女耶菲米娅所撰写。之后的几个世纪里，许多作家和编年史家记录下了在巴尔干半岛听到的诸多口头传说。1601年，拉古萨编年史家马夫罗·奥尔比尼出版《斯拉夫人王国》，将历史学家的记载和民间編造的传说相结合，对神话的重建和发展起到了重要作用。《特罗诺沙编年史》（1791年）也对神话的保存做出了重大贡献。神话的发展还受到法国武功歌的影响。语文学家武克·卡拉季奇收集传统史诗，发行出版《科索沃组诗》，构筑了科索沃神话的最终形态。
许多南斯拉夫文学和视觉艺术作品受到了科索沃神话的滲透，一些作品還具有国际知名度、登上世界大舞台。譬如說，使科索沃神话得以永久地留存下来，首推人物是史诗剧《高山花环》（1847）的作者，彼得罗维奇-涅戈什王朝的彼得二世·彼得罗维奇-涅戈什，以及雕塑家伊万·梅什特罗维奇。另一个傳頌神话的重要艺术作品，是乌罗什·普雷迪奇创作的油画《科索沃少女》（1919）。自该神话建立以来，其诗歌、文学、宗教和哲学表述就与政治及意识形态建構相互交织。在19世纪塞尔维亚民族主义中，科索沃神话处于核心的領頭羊地位，這在1878年柏林會議后变得尤为突出。该神话及6月28日在其他南斯拉夫民族中也有着重大意义，特别是在黑山和主张南斯拉夫统一的人中。在重大历史事件發生时，恰好都是6月28日的神話紀念日，比如弗朗茨·斐迪南大公遇刺（萨拉热窝事件）、第一次世界大战、南斯拉夫王国建立、南斯拉夫政变、20世纪80年代塞尔维亚民族主义崛起、南斯拉夫解体和科索沃战争期间，因為日期上（6/28）的巧合或故意而為，使该神话被一再地唤醒與歌頌，使賽族民族主義激盪成戰爭的燎原之火。

## 概述

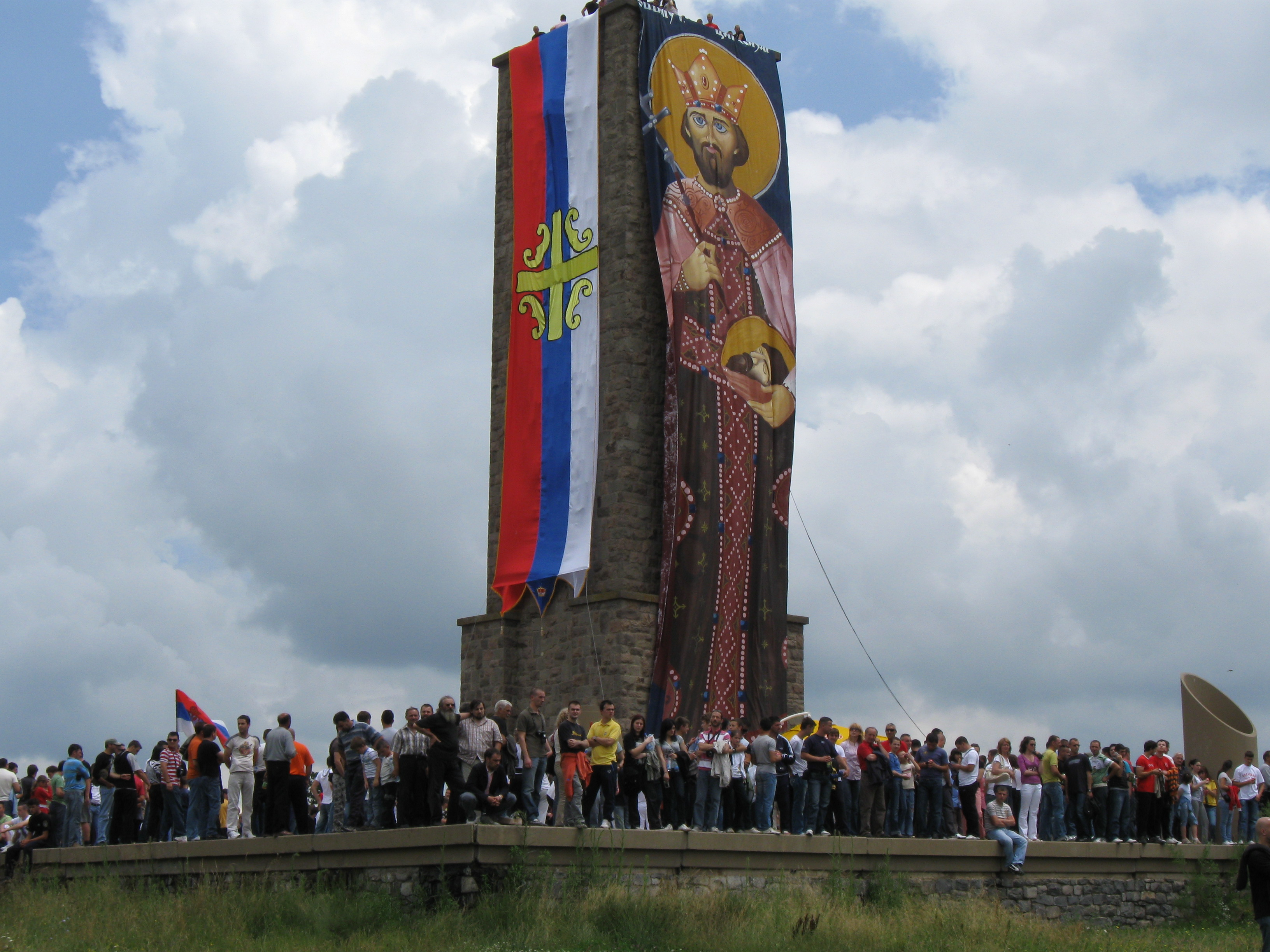
2009年维多夫丹日（6月28號），人们在加济梅斯坦纪念碑上悬挂拉扎尔画像和塞尔维亚正教会旗帜，以纪念科索沃战役

神话的中心事件是1389年的科索沃战役，尽管该战役的许多细节实际上很模糊。根据传说，塞尔维亚统治者沙皇拉扎尔收到最后通牒，要求做出选择，是向奥斯曼苏丹穆拉德一世屈膝，献上塞尔维亚的土地控制权和税收，还是率领军队在科索沃平原决战。在战前的最后晚餐上，拉扎尔告诉手下的骑士们，其中一人会背叛他。他受到女婿武克·布兰科维奇的欺骗與誤導，辱罵部下米洛什·奥比利奇就是那位背叛者，但奥比利奇堅決否认以捍衛自己的名譽，並声称自己会杀死苏丹、證明他對拉扎尔的忠心耿耿。
根据传说，战斗前夜，一只来自耶路撒冷的鹰隼拜访了拉扎尔，给了他两个「可以选择的未來結果」：一是“尘世王国”，意味着战场上的胜利；另一个是天国，但塞尔维亚族人将被击败。也有说法称，是先知以利亚以鹰隼的形式出现。拉扎尔选择了殉道，从而为塞尔维亚族人获得了在天国的特殊地位。战士们接受了他的话，相信塞尔维亚族人会在天堂获得自由，但他们自己绝不愿受奴役。拉扎尔还诅咒那些拒绝与他并肩作战的塞尔维亚族人。他和塞尔维亚军队在萨莫德雷扎的施洗圣约翰堂领受了圣餐。
战斗发生在基督教的圣维特日，在塞尔维亚被称为维多夫丹（6/28）。在与苏丹达成协议后，武克·布兰科维奇为保住自己的地位，在战斗的关键时刻将部队撤走，从而淪为「猶大」般的背叛者，以及遭受千古唾罵的叛國代名詞。奥比利奇则假装投降，来到苏丹的帐篷，跪下来亲吻穆拉德的脚，然后掏出匕首刺中蘇丹要害，展现他对拉扎尔的忠诚和英雄主义。他随后被奄奄一息的苏丹下令处死。

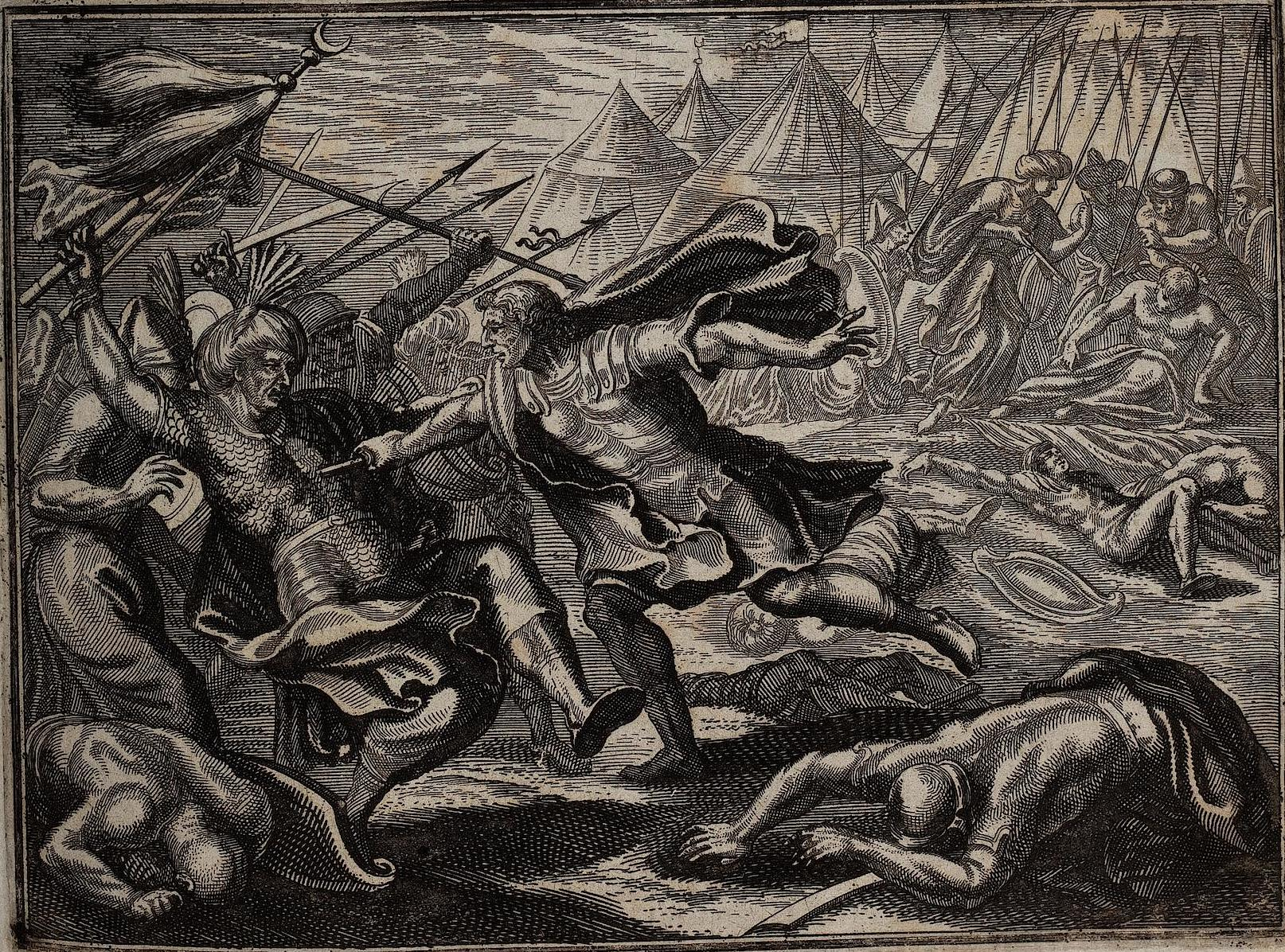
奥比利奇成功刺杀穆拉德一世，17世纪插画

另一方面，落難的拉扎尔已被奥斯曼土耳其人俘虜并斩首。拉扎尔和手下的骑士们为了天国而死在了战场，导致塞尔维亚军队被土耳其人打败，而塞尔维亚族人则被视为与上帝签署了契约的获选之民。据传说，参加战斗的其他著名骑士还有米兰·托普利察，伊万·科桑契奇，帕夫莱·奥尔洛维奇，斯特沃·瓦索耶维奇和穆西奇兄弟等。
科索沃神话中也有关键的女性人物，象征着在奥斯曼帝国「暴虐」统治期间，承受著巨大（物質）损害和（信仰）孤立的塞尔维亚族人民，特别是妇女的受害尤為突出。當時拉扎尔的妻子、来自尼曼雅家族的米莉察，乞求拉扎尔在戰前留下她最小的弟弟博什科（Бошко）遠離戰場，这样尤戈维奇九兄弟中至少有一个能活下来。但博什科自己拒绝了，並在战斗中担当军旗手。於是九兄弟最终都战死沙场，他们的母亲在得知消息后也心碎而死。另一个女性人物是科索沃少女，在战役次日的早晨来到科索沃平原，照顾受伤的塞尔维亚战士，溫暖地给他们水和酒。
科索沃血戰的敗北，被描述为光荣的中世纪塞尔维亚国家垮台，以及随后奥斯曼帝国长年的占领和奴役。在塞尔维亚的传统中，芍药的红色已经成为“科索沃战役湧流之血”的悲壯象征。鸟在该神话中也频频出现，象征着天堂与尘世之间的联系。比如会说话的渡鸦和燕子扮演信使的角色；尤戈维奇九兄弟的母亲向上帝祈求“鹰隼的眼睛，天鹅的白翼”，希望能飞到战场上，见证儿子和丈夫的战斗。之后，結果渡鸦为她带来了家人们的死讯。在此其中，鹰隼除了是伊利亚的化身，还代表了战士。此外，与通常的象征相反，鸽子被视作懦弱和软弱的敌人，而老鹰被描绘为吞食战死者尸体的食腐者。

### 基本元素

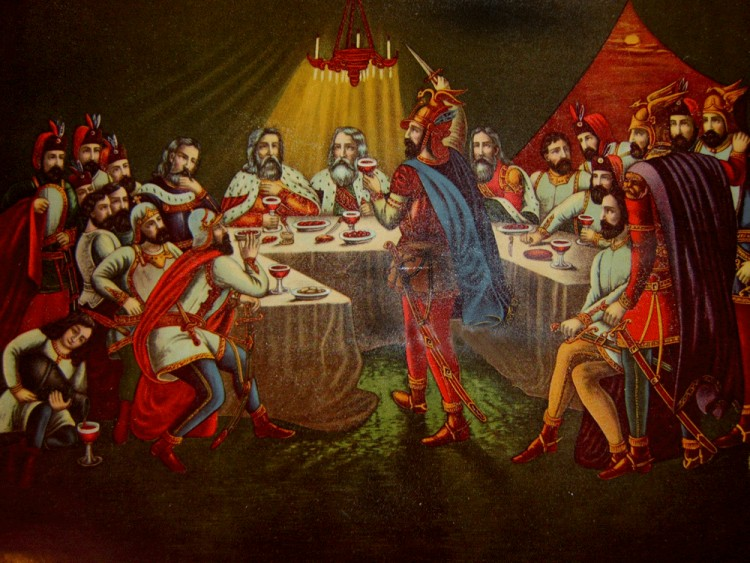
《王公的晚餐》，1871年亚当·斯特凡诺维奇和帕夫莱·乔尔塔诺维奇绘；神话的许多部分都模仿著名的基督教象征，如最后的晚餐和犹大的背叛

柳宾卡·特尔戈夫切维奇（Љубинка Трговчевић）描述了这个神话的元素和象征：
- 复仇——在塞尔维亚中世纪国家曾经的领土上恢复国家；
- 殉道——为自由和信仰而牺牲；
- 背叛——为失败提供理由，并警告那些不忠於塞尔维亚雄圖偉業之人，如武克·布兰科维奇；
- 荣耀——那些牺牲自己的人，如拉扎尔和米洛什·奥比利奇，被许诺以“天国”和永恆的荣耀。

神话中的许多部分和人物都模仿广为人知的基督教符号。拉扎尔被描绘成耶稣，他在战争前夜主持晚餐，类似《圣经》中的最后的晚餐；他手下的骑士类似门徒，武克·布兰科维奇则扮演叛徒或犹大的形象。就像耶稣一样，拉扎尔为子民而死。此外，与宗教相关的数字，如十二使徒和三位一体，也经常在传说中使用。
神话将科索沃战役描述为“基督教欧洲和伊斯兰东方之间的大决战”，将塞尔维亚描绘成基督教的壁垒，這跟巴尔干其他地区的国族建構手法，可謂如出一轍。有时政治人物宣传该神话，是为了唤起塞族人的自豪感和民族义愤，能夠收到巨大的政治效益。自从科索沃平原发生战争以来，这里就被视为“塞尔维亚的摇篮”和塞尔维亚民族最神圣的地方之一。萨布丽娜·彼得拉·拉梅将拉扎尔神话比擬為英國亚瑟王的骑士传说、挪威英雄奥拉夫二世的殉难，以及匈牙利伊什特万一世等史詩級神话，強調拉札爾作為「塞國版亞瑟王」的偉大形象，深植民心。Gerlachlus Duijzings研究指出，纳伊姆·弗拉舍利试图以类似的方式通过拜克塔什主义在阿尔巴尼亚人中推广卡尔巴拉战役的神话，以鼓励人們对奥斯曼的異族统治進行反抗，這与塞尔维亚东正教的科索沃神话有着类似的风格并相互竞争。

## 源头与拓展
科索沃神话一直是塞尔维亚民间传说和文学传统的核心主题，几个世纪以来通过口头史诗和古斯莱说唱的形式发展。对科索沃战役的神话化在事情发生后不久就开始了，但并非很快就完全形成，而是由不同的源头演变出不同的版本。14世纪到18世纪的许多资料都保存了科索沃战役的口头叙述，如编年史、家谱、年表、宗教崇拜文本和旅行故事。史诗在塞尔维亚族中相当发达，为民族自豪感、身份认同、与过去的緊密联系提供了文化源泉。最早将此故事与殉道崇拜以及上帝对拉扎尔的偏爱联系起来的纪录，来自于达尼洛三世（1390-1396年塞尔维亚牧首）的《对拉扎尔王公的叙述》，以及专制公乌格列沙·姆尔尼亚夫切维奇的遗孀、修女耶菲米娅的《对拉扎尔王公的赞颂》。

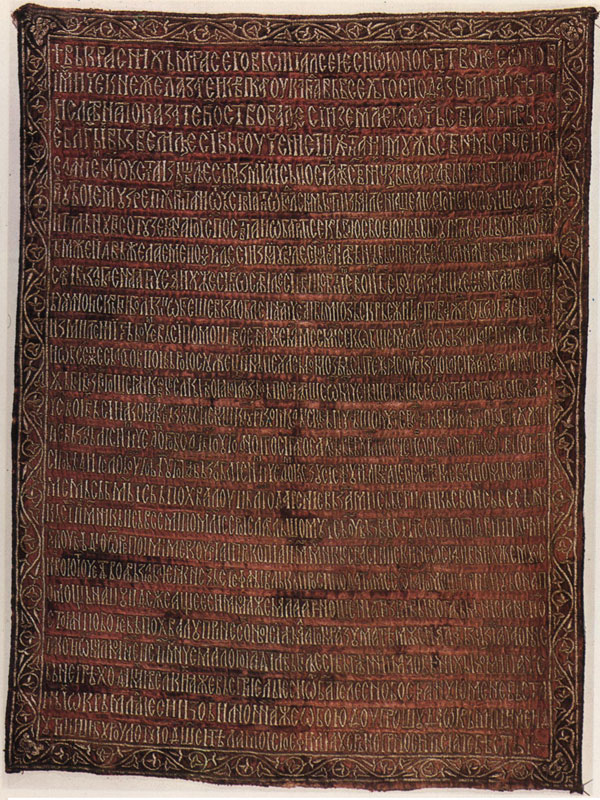
耶菲米娅的《对拉扎尔王子的赞颂》（14世纪）

塞尔维亚最早的关于奥斯曼苏丹穆拉德一世被刺杀的记录，是科斯泰内茨的康斯坦丁撰写的《专制公斯特凡·拉扎列维奇的生平》，但其中没有提及刺杀者的名字。之後随着时间的推移，科索沃战役的英雄形象和对拉扎尔殉难的崇拜逐渐失去了影响力。只有移居老塞尔维亚、黑山和黑塞哥维那等山区的塞尔维亚族仍在史诗中进行表述與傳頌。君士坦丁堡沦陷（1453年）后，三千塞尔维亚族人开始游牧生活，延續並拓展了科索沃英雄的偉大形象，其中編造故事的可能性極大。比如說，刺杀穆拉德的烈士形象可能就起源于流亡文化，藉著「編造」其英雄行为来激发塞族人对土耳其人的奮起反抗。15世纪的拜占庭历史学家杜卡斯和劳尼科斯·卡尔科孔狄利斯也写到了这场战役，包括“一位基督教贵族犧牲自己，到苏丹的帐篷去将其刺杀”。塞尔维亚老兵康斯坦丁·米哈伊洛维奇在《禁卫军回忆录》（约1497年）中第一次提到米洛什·奥比利奇这个名字，同时也描述了武克·布兰科维奇的恥辱性背叛。一位杜布罗夫尼克（或达尔马提亚）的匿名作者，翻译了杜卡斯关于科索沃战役的部分，雖引用书中对背叛拉札爾一事的记述，但将责任归咎于其他人。在意大利文学和拉古萨流行诗歌的影响下，受过教育的塞尔维亚流亡者于15世纪末，在口述史的积累基础上创作了最早的塞克语长诗，其中的一些「編造」了科索沃神话的內容，大大「拓展」了故事的生動性情節。
根据米奥德拉格·波波维奇的研究，在16世纪和17世纪的奥斯曼塞尔维亚，当地居民是“亲土耳其的”，与必须适应奥斯曼统治的大环境一致。这些居民对科索沃神话的诠释并不反对或敌视奥斯曼土耳其人。16世纪，贝内迪克特·库里佩契奇写了一本关于巴尔干半岛的游记，记录自己听到的各种传说，其中就有拉扎尔的最后的晚餐和奥比利奇的英雄事迹。《伊凡雷帝插图编年史》（1567年）包含了九张与科索沃传说有关的细密画，以战役为主。1601年，拉古萨编年史家马夫罗·奥尔比尼用意大利文出版了《斯拉夫人王国》，将历史学家的记载和民间传说相结合，对科索沃神话的重建和发展起到了重要作用。

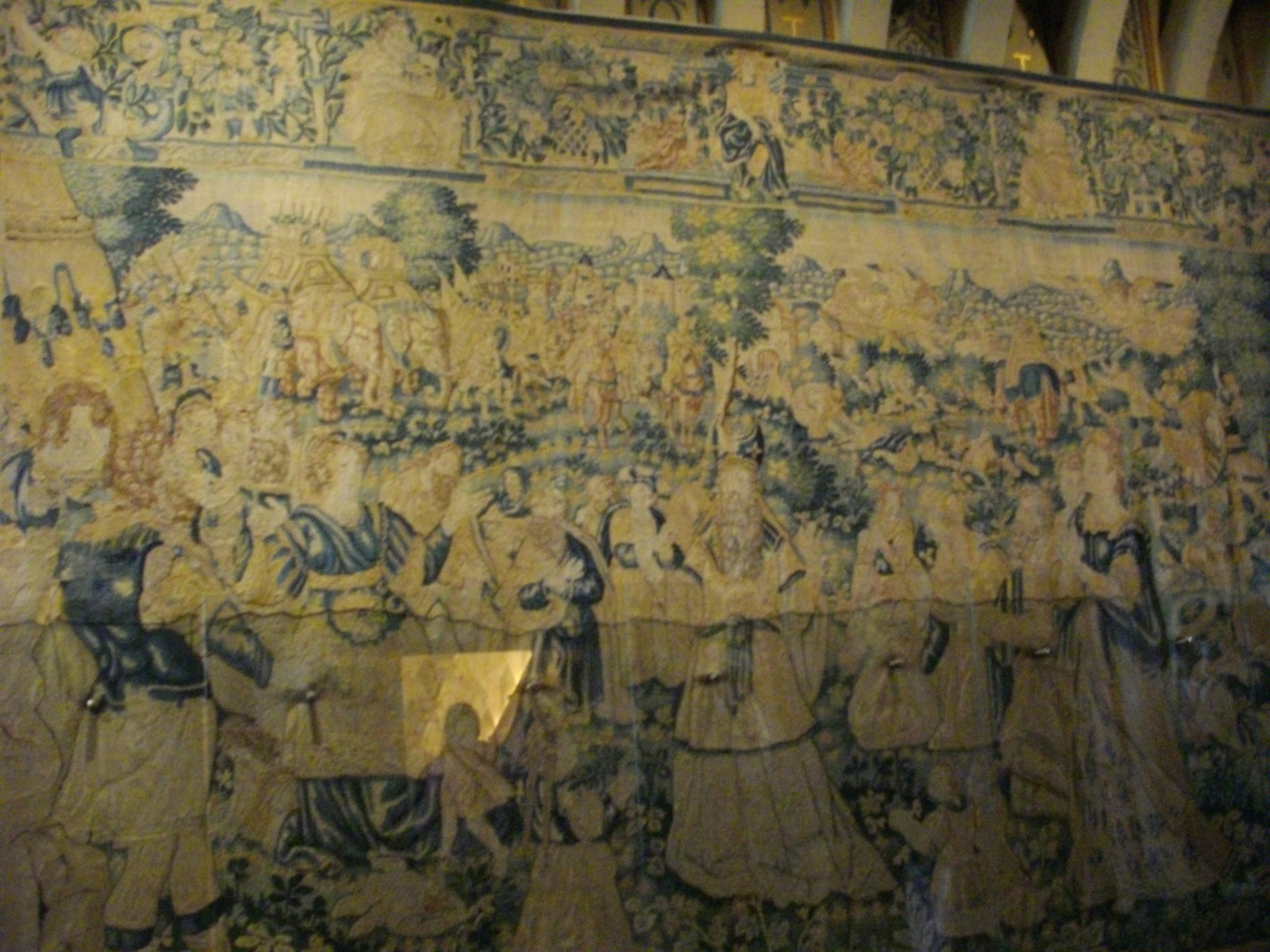
法国舍农索城堡的文艺复兴时期挂毯（16世纪），將科索沃战役畫为主题。神话结构的发展受到了法国武功歌的影响

在接下来的一段时间里，许多相关故事由匿名作者在拉古萨和科托尔湾发表，其中最重要、最全面的是18世纪初的《拉扎尔王公的生平》，又名《科索沃战役的故事》。在俄国皇帝彼得大帝的要求下，外交官萨瓦·弗拉季斯拉维奇在1722年将奥尔比尼的《斯拉夫人王国》翻译成俄文。18世纪中叶，在先前手稿的影响下，《特罗诺沙编年史》（1791年）的编纂为科索沃传说的进一步保存做出了贡献。乔尔杰·布兰科维奇、瓦西里耶·彼得罗维奇和帕夫莱·尤利纳茨的作品也都记录了神话中的人物。
在18世纪，反奥斯曼情绪兴起，口头传统中出现了更全面的科索沃传说。在第一次塞尔维亚起义期间（1804-1813），在希腊阿索斯山希利安达里乌修道院的拉扎尔前厅的壁画中，米洛什被描绘成一个头顶光环、手持剑的圣人。语文学家武克·卡拉季奇收集与科索沃战役主题相关的传统史诗，出版了《科索沃组诗》，成为神话发展的最终版本。卡拉季奇的作品受到了耶尔内伊·科皮塔尔和雅各布·格林的影响，前者带来了浪漫民族主义文学，后者则成为他的审阅者和翻译。科皮塔尔的意识形态根植于赫尔德的观点，即每个群体都拥有一种独特的文化，通过普通人的语言和传统表现出来。卡拉季奇所出版的大部分是口述歌曲，特别提到马尔科王公的英雄事迹和科索沃战役的相关事件，忠实记录歌唱者所唱，不加修改或增添。他收集的大部分关于拉扎尔的诗歌都收集自弗魯什卡山的修道院周围，主要是因为塞爾維亞人大遷徙后，塞尔维亚东正教会的所在地搬到了那里。阿夫拉姆·米莱蒂奇，伊万·弗拉尼奥·尤基奇，弗朗茨·米克洛希奇，瓦尔塔扎尔·博吉希奇和格尔戈·马尔蒂奇等人收集的民间诗歌中也有跟科索沃传奇相关的内容。
神话结构的发展也受到了法国武功歌的影响。

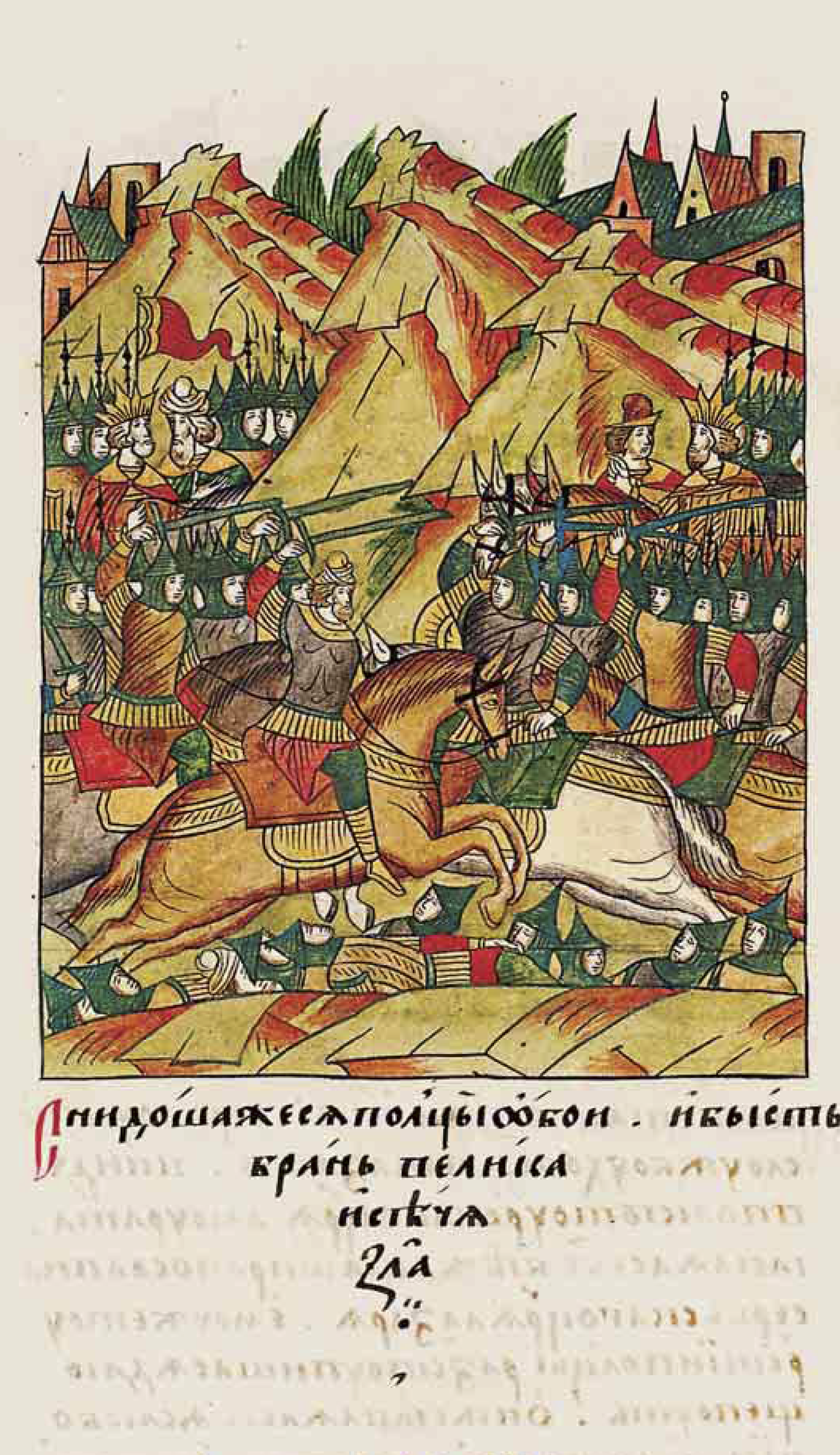
科索沃战役的细密画，《伊凡雷帝插图编年史》（1567年）

### 科索沃组诗
科索沃组诗由下列史诗组成：
- 斯特拉希尼亚·巴诺维奇（英语：Strahinja Banović）
- 王公的诅咒（Клетва кнежева）
- 拉扎尔沙皇和米利察皇后（Цар Лазар и царица Милица）
- 王公的晚餐（Кнежева вечера）
- 伊万·科桑契奇侦察土耳其人（Косанчић Иван уходи Турке）
- 塞尔维亚帝国的覆灭（Пропаст царства српскога）
- 三个好英雄（Три добра јунака）
- 斯特凡·穆西奇（Мусић Стеван）
- 米利察皇后和弗拉德塔公爵（Царица Милица и Владета војвода）
- 仆人米卢廷（Слуга Милутин）
- 米洛什·德拉吉洛维奇（奥比利奇）之死
- 科索沃少女（Косовка девојка）
- 尤戈维奇母亲之死（Смрт мајке Југовића）
- 马尔科王公和鹰（Марко Краљевић и орао）

### 诠释
对科索沃神话的解读极为丰富。它可以被理解为“民主、反封建、崇尚正义、追求社会平等”。在早期版本中，神话并不涉及“塞尔维亚族作为一个民族的命运”，而是提到塞尔维亚封建社会及其统治者的崩溃。这个神话可以用不同的方式来诠释，并与其他神话联系在一起，比如：军事勇敢的神话，受害者的神话，救赎的神话，被选中的人民的神话。这是一个关于“黄金时代及其陨落”的神话。自19世纪后期的意识形态建设以来，科索沃神话将科索沃比喻为塞尔维亚民族的摇篮，塞尔维亚族人则是被选中的民族。科索沃神话被纳入了塞尔维亚民族身份认同的多面向目的神话之中，科索沃战役的军事失败被描绘成（信仰）道义上的胜利，围绕科索沃神话，塞尔维亚族人将族裔和基督正教信仰的身份认同相互融合。拉扎尔对世俗和神圣权力做出貴賤衡量并选择了從容就死，这被塞尔维亚正教会用来合法化奥斯曼帝国对东正教斯拉夫人的权力，同时强调教会在宗教事务上的首要地位。科索沃的阿尔巴尼亚民族主义则有自己的说法，与塞尔维亚的科索沃神话相反。

## 历史基础

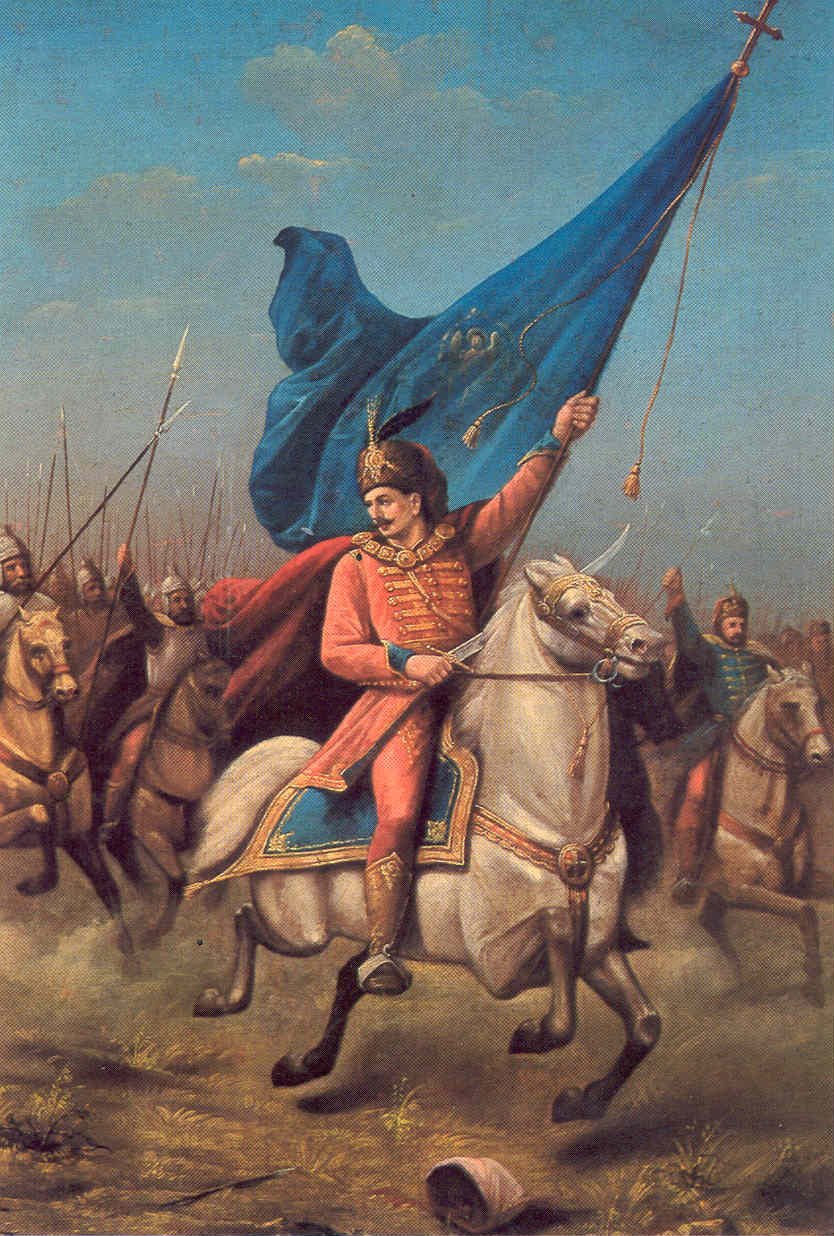
乔尔杰·普特尼克《博什科·尤戈维奇》（19世纪），神话中尤戈维奇九兄弟之一，在战斗中担任旗手

由于缺乏目击者对科索沃战役的描述，加上传说一早就开始发展，人们对战役本身的史实知之甚少。可靠的信息包括：土耳其人从普罗夫迪夫进军至加济梅斯坦，战役发生的时间和地点，以及两位统治者的死亡。波斯尼亚国王特夫尔特科一世的部队和阿尔巴尼亚军队也都作为拉扎尔军队的一部分参战。塞尔维亚帝国在斯特凡·杜尚去世（1355）后不久就开始瓦解，早在科索沃战役之前就已经分崩离析。战役的结果也不清楚，有各种不同结论，多数认为是奥斯曼获胜。蒂姆·朱达列举了塞尔维亚获胜的可能情况，诺埃尔·马尔科姆则声称结果是平局。虽然塞尔维亚的战略沦陷是1371年的马里查战役，但科索沃战役是塞尔维亚的精神沦陷，是塞尔维亚族人新时代的开始。真正的科索沃战役并不像神话中那样具有决定性，因为中世纪塞尔维亚国家的最终垮台是在70年后，即1459年奥斯曼攻占斯梅代雷沃。
历史学家无法可靠地确定殺死穆拉德的的刺客身份，以及武克·布兰科维奇或其他任何人是否真的背叛了拉扎尔。关于苏丹之死有各种各样的理论。诺埃尔·马尔科姆解释说，背叛的情节跟第二次科索沃战役（1448年）的相关故事混淆了，当时武克·布兰科维奇之子、塞尔维亚专制公久拉吉·布兰科维奇拒绝帮助匈牙利王国摄政匈雅提·亚诺什对抗奥斯曼人。尤戈维奇一家和科索沃少女都是虚构人物。布伦丹·汉弗莱斯（Brendan Humphreys）指出，拉扎尔做选择的故事，是最崇信宗教而又拘泥字义的人给历史事件添加的形而上学叙事。

## 艺术和文化
19世纪上半叶，在奥地利帝国接受教育的塞尔维亚作家们吸纳了启蒙理性主义和浪漫民族主义思想，出版了关于科索沃神话人物的戏剧。这些剧作包括扎哈里耶·奥尔费林的作品，约万·斯特里亚·波波维奇  的《米洛什·奥比利奇》（1828），伊西多尔·尼科利奇的《沙皇拉扎尔，或塞尔维亚帝国的灭亡》（1835），约万·苏博蒂奇 的《米洛什·奥比利奇》（1828）。来自杜布罗夫尼克的塞尔维亚诗人、剧作家马蒂亚·巴恩在戏剧《沙皇拉扎尔，或科索沃之败》（1858）中将科索沃神话作为驱动力，逐渐赋予其浪漫民族主义的价值观。

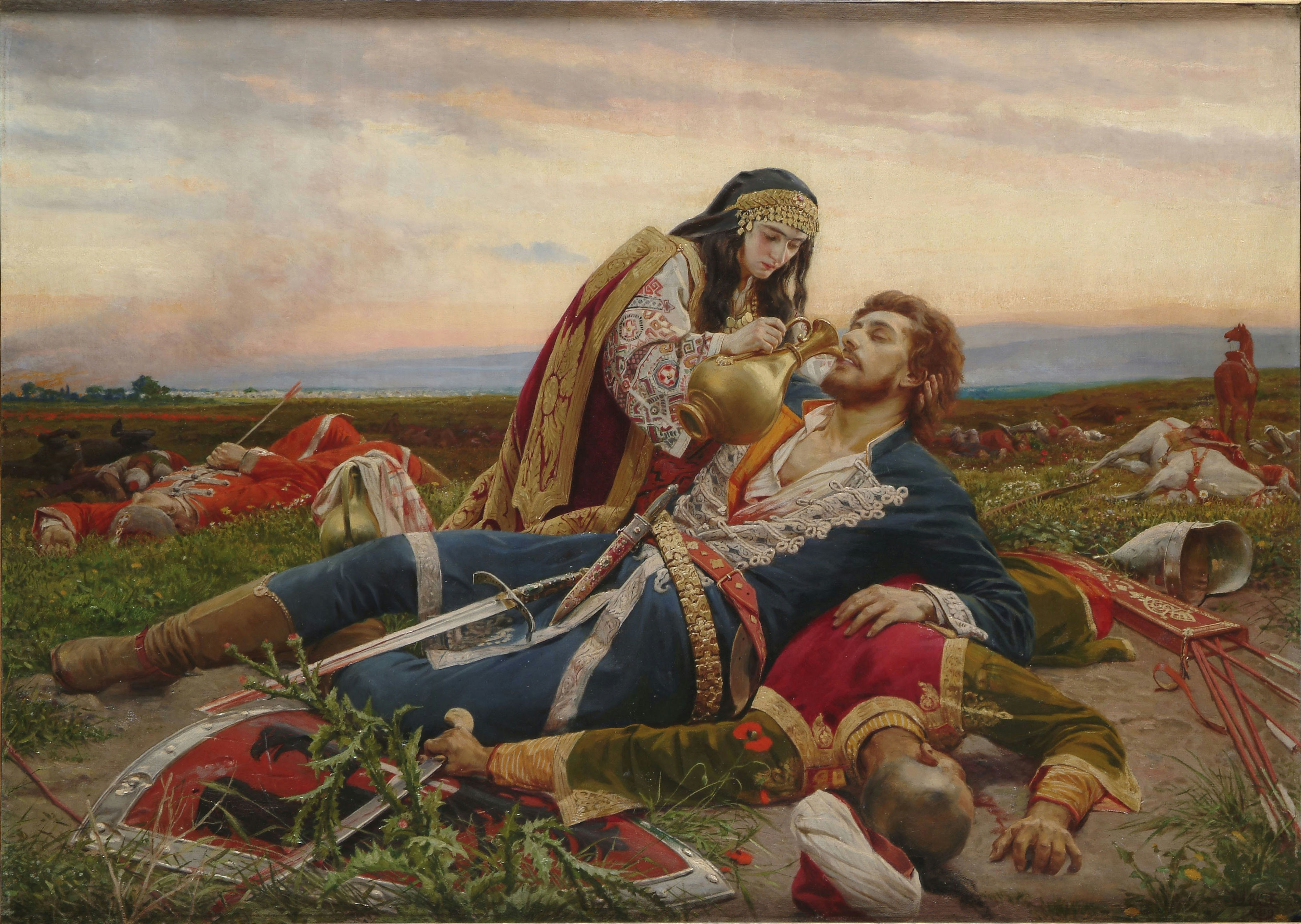
乌罗什·普雷迪奇《科索沃少女》（1919），呈现科索沃神话的重要画作

诗人、黑山亲王主教（1830-1851在位）彼得二世·彼得罗维奇-涅戈什的史诗剧《高山花环》（1847）被认为是南斯拉夫文学最著名的代表作之一，是歌颂科索沃神话英雄理想和精神的杰出典范。该作品包括了一个虚构的斗争，以消灭改宗的斯拉夫穆斯林和奥斯曼统治。彼得二世经常提到科索沃神话中的人物，诅咒武克·布兰科维奇，称颂米洛什·奥比利奇，也用鸟类作为象征。
在科索沃战役500周年时（1889年），萨格勒布的南斯拉夫科学与艺术学院的重要人物弗拉尼奥·拉奇基和托米斯拉夫·马雷蒂奇发表了关于科索沃战役的演讲，并为之创作了史诗歌曲。19世纪，塞尔维亚政府资助乔尔杰·克尔斯蒂奇和尼古拉·阿列克西奇等画家，用以科索沃殉道者为主题的绘画和壁画装饰教堂和修道院。许多重要的塞尔维亚画家，亚当·斯特凡诺维奇、帕夫莱·乔尔塔诺维奇、帕亚·约万诺维奇和阿纳斯塔斯·约万诺维奇，都描绘了科索沃组诗中的英雄和主题，而最突出的绘画当属乌罗什·普雷迪奇的《科索沃少女》（1919）。最著名的塞尔维亚艺术家之一久拉·亚克希奇也有受科索沃神话启发的文学和绘画作品。

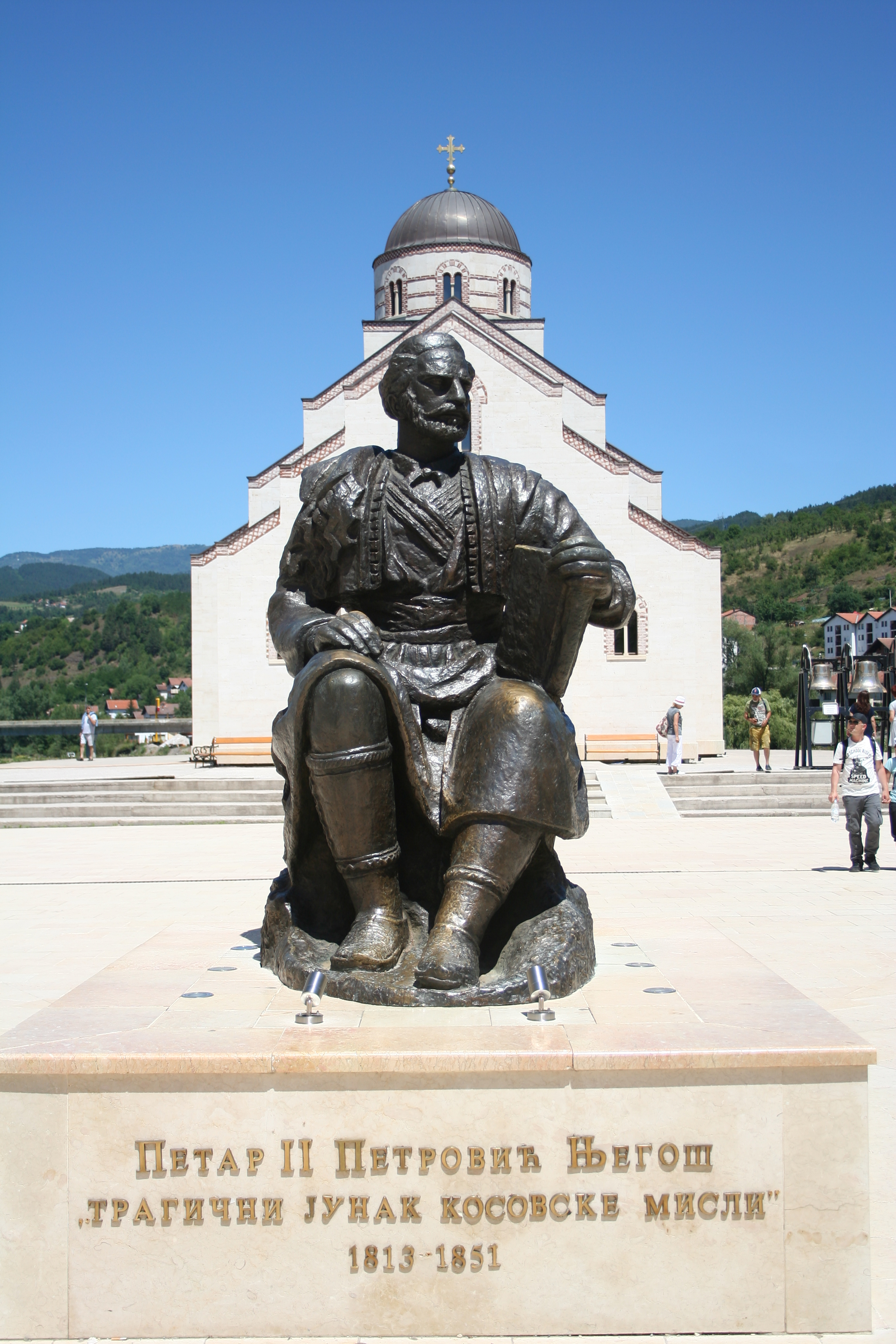
艾米尔·库斯图里察在安德里奇格勒建立的彼得二世·彼得罗维奇-涅戈什纪念碑，引用了伊沃·安德里奇的《科索沃思想的悲剧英雄》

20世纪初，在贝尔格莱德国家剧院举行了音乐会和戏剧，以纪念科索沃战役和英雄们。杜布罗夫尼克诗人、剧作家伊沃·安德里奇的戏剧《尤戈维奇母亲》于1906年在贝尔格莱德、1907年在萨格勒布首演。塞尔维亚第一部电影《不朽领袖卡拉乔尔杰的生平与事迹》（1911）由伊利亚·斯坦诺耶维奇导演，刻画了1804-1813年卡拉乔尔杰领导下第一次塞尔维亚起义的故事，著名的古斯莱演奏家菲利普·维什尼奇在片中弹唱了科索沃神话的故事。
克罗地亚雕塑家伊万·梅什特罗维奇在1907-1911年间也为这个神话而创作，受委托设计了维多夫丹神庙，作为“英雄主义、忠诚和牺牲的永恒理想，我们民族从中汲取信仰和道德力量”和“塞尔维亚人民的集体理想”。由于巴尔干战争、第一次世界大战和第二次世界大战，该庙在科索沃的实际建设被一再推迟，并最终被搁置。梅什特罗维奇的许多作品都围绕科索沃传奇和英雄，吸引了很多关注，并在许多欧洲城市展出，包括伦敦格拉夫顿画廊和威尼斯双年展。克罗地亚画家米尔科·拉奇基也采纳了神话，画了许多科索沃组诗主题的作品，包括《尤戈维奇母亲》、《尤戈维奇九兄弟》、《科索沃少女》和《米洛什·奥比利奇》。
莱奥·多费尔将科索沃组诗译成法文，其《塞尔维亚战争歌曲：研究、翻译和评论》（1916）获得了法兰西学术院颁发的朗格卢瓦翻译奖。第一次世界大战期间，塞尔维亚军队从科索沃和阿尔巴尼亚大撤退后不久，诗人们又开始写作关于科索沃的话题。1917年，米卢廷·博伊奇出版了《痛苦与骄傲的诗》，描述战争期间人们遭受的折磨。同年，诗人米洛萨夫·耶利奇创作了《塞尔维亚诗行》，拉斯特科·彼得罗维奇发表了《科索沃十四行诗》。塞尔维亚学者、希腊学家米洛什·久里奇从伦理学的角度探讨了科索沃神话中的元素。
1961年诺贝尔文学奖得主伊沃·安德里奇的作品有时也跟科索沃神话联系在一起。他写了一篇关于佩塔尔二世的文章，题为“科索沃思想的悲剧英雄”。安德里奇最著名的小说《德里纳桥》（1945）中有一个人物是拉迪萨夫（Радисав），其殉难被一些学者描述为科索沃传说的重塑和塞尔维亚民族的建立神话。1953年，塞尔维亚共产党政府聘请亚历山大·德罗科设计纪念科索沃英雄的加济梅斯坦纪念碑，并聘请佩塔尔·卢巴尔达为共和国行政委员会的仪式大厅创作了一幅描绘科索沃战役的巨幅壁画作为装饰。

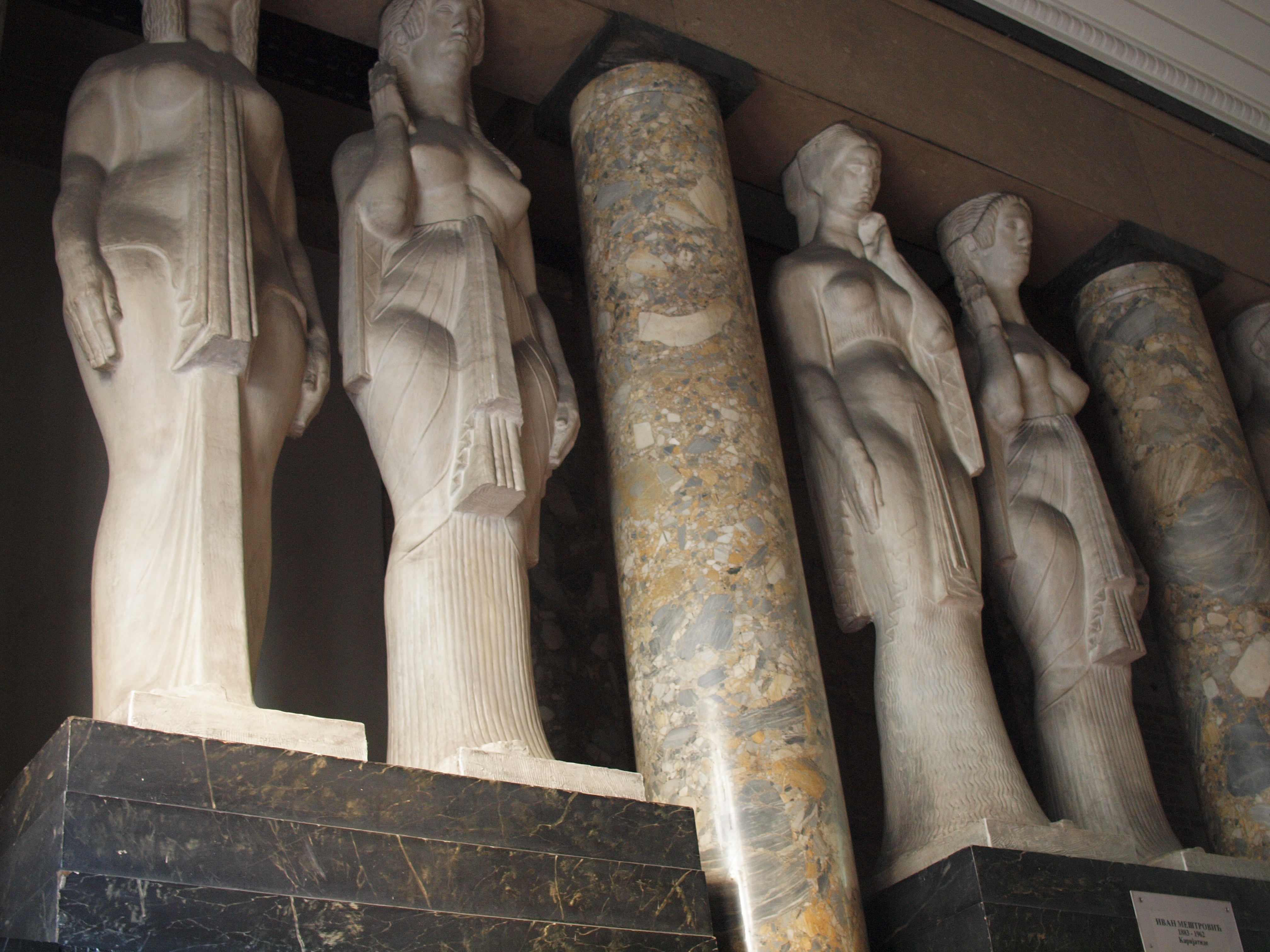
伊万·梅什特罗维奇设计的女像柱，原本应该放在他提议建设的维多夫丹神庙里，现展出于塞尔维亚国家博物馆

1989年，在纪念科索沃战役600周年之际，由兹德拉夫科·绍特拉导演的电影《科索沃战役》上映，其改编自诗人柳博米尔·西莫维奇的戏剧。同年，诗人兼作家马蒂亚·贝奇科维奇创造了著名的短句“科索沃，最昂贵的塞尔维亚语单词”（Косово, најскупља српска реч），米卢廷·波波维奇·扎哈尔作曲、戈尔达娜·拉扎列维奇演唱了流行民歌《维多夫丹》。在纪录片《塞尔维亚史诗》（1992年）中，奥斯卡获奖导演帕维乌·帕夫利科夫斯基拍摄了波斯尼亚战争期间塞族共和国军成员吟唱科索沃战役传统史诗歌曲的内容。普利策奖获奖诗人查尔斯·西米奇深受科索沃组诗的叙述和魔幻现实主义的影响。
安德里奇格勒由两届金棕榈奖得主艾米尔·库斯图里察于2014年在维舍格勒创立，以伊沃·安德里奇命名，但其目的被认为是维持科索沃神话和塞尔维亚民族意识。安德里奇格勒的主教堂是科索沃代查尼教堂的复制品，后者供奉着皇帝拉扎尔和科索沃勇士们。2018年6月28日，即维多夫丹日，位于贝尔格莱德的塞尔维亚国家博物馆在修缮15年后重新开放。博物馆展出了由伊万·梅什特罗维奇原先为维多夫丹神庙设计的女像柱。
2017年，由瓦列里·基佩洛夫领衔的俄罗斯重金属乐队Kipelov发行了歌曲《科索沃平原》（Косово Поле），关于“塞尔维亚的民族悲剧”，详述了1389年的历史性战役。

## 政治应用
自诞生以来，科索沃神话及其诗歌、文学、宗教和哲学阐释就与政治和意识形态议程相互交织。其对塞尔维亚社会产生了巨大的影响，是塞尔维亚最强大的文化神话，成为现代塞尔维亚国族认同及政治的重要组成部分。

### 19世纪和20世纪初
科索沃神话成为19世纪塞尔维亚民族主义的核心神话。和其他欧洲民族主义一样，塞尔维亚民族主义也在寻找“辉煌的过去”和“黄金时代”。民族主义作家常常将黄金时代的结束归于一场民族灾难。

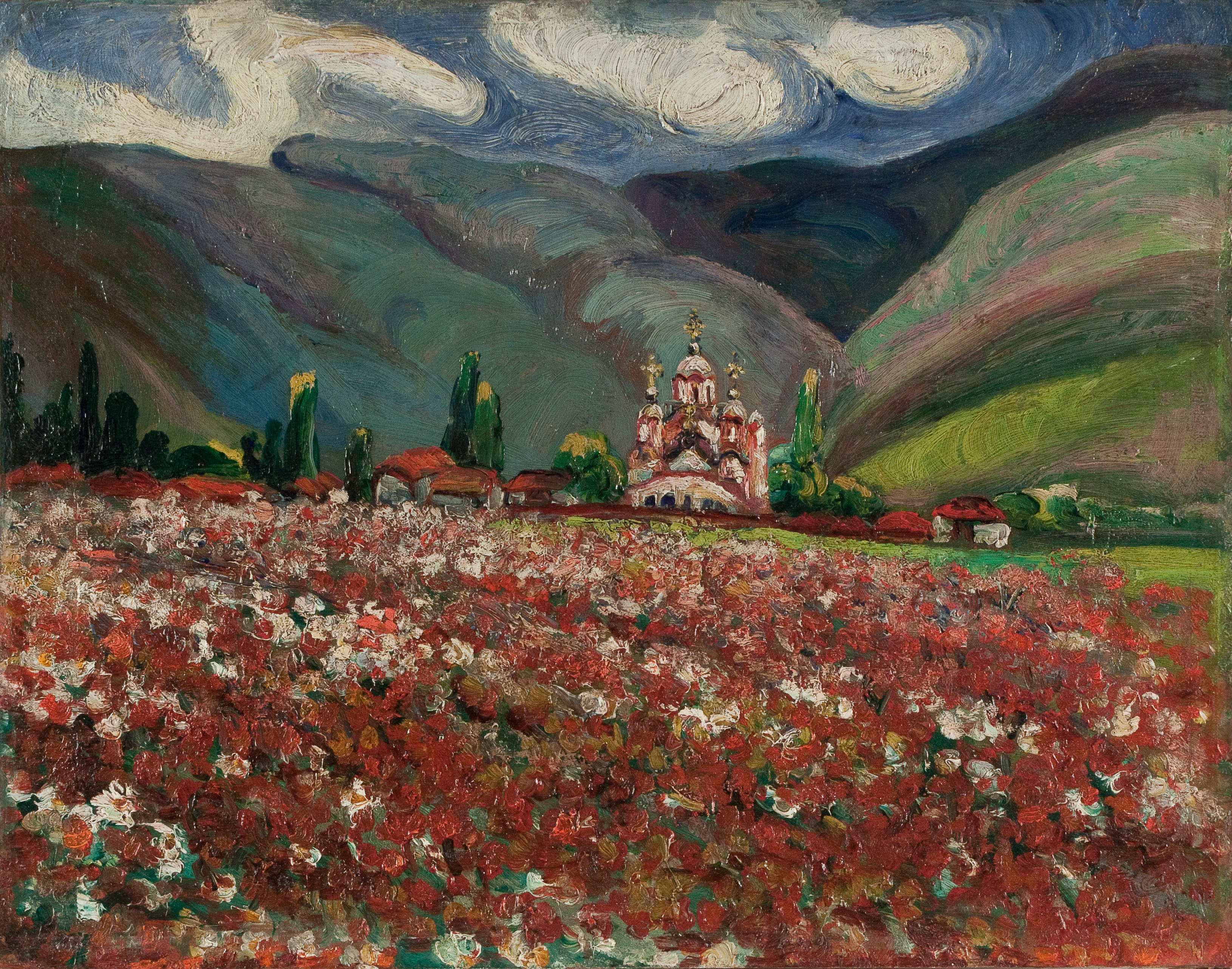
娜代日达·彼得罗维奇所绘的的格拉查尼察修道院（1913），花朵的红色征着“科索沃战役湧流的鮮血”

第一次塞尔维亚起义（1804-1813）的领袖卡拉乔尔杰，宣称自己是家里九个孩子的教父，暗指尤戈维奇九兄弟。在整个19世纪的大部分时间里，科索沃神话并没有表现出后来的重要性，因为塞尔维亚公国将波斯尼亚地区、而非科索沃视为其核心。然而，1878年柏林会议导致科索沃神话上升到其现今的重要地位，因為波斯尼亚地区在柏林會議後被奥匈帝国实际占领，塞尔维亚向该地区的扩张被封锁，这反过来使得向南扩张到科索沃成为唯一可行的地缘政治出路。19世纪60年代，科索沃神话被塞尔维亚自由党和人民激进党用于倡導自由和民主，對抗塞爾維亞大公的專制君權；而执政的保守党和宫廷则将反对派比作“叛徒武克·布兰科维奇”，進行人格毀滅般的宣傳攻擊。科索沃战役500周年（1889年）时，在拉扎尔的故都克鲁舍瓦茨和所葬地拉瓦尼查修道院举行了大型纪念仪式。一年后，维多夫丹日（6/28）成为国家假日。
黑山人深信自己是战争后避居在遥不可及的山区的塞尔维亚骑士的后裔。在彼得二世·彼得罗维奇-涅戈什之前，科索沃神话就以民间传说、特别是民歌的形式存在于黑山人民之中。彼得二世将传统的黑山帽与科索沃神话联系在一起，以加强神话在日常生活中的存在，并强调与中世纪塞尔维亚的直接联系。尼古拉一世（1860-1910黑山亲王，1910-1918黑山国王）成功地利用了科索沃神话作为驱动力，以加强黑山的爱国主义，梦想恢复塞尔维亚帝国。
科索沃神话的内涵被用来表达南斯拉夫统一的思想。尽管哈布斯堡当局施加限制，克罗地亚也举行了500周年纪念活动。20世纪初，随着南斯拉夫观念的传播，科索沃神话也成为克罗地亚人和斯洛文尼亚人共同文化中的比喻。

### 一战和南斯拉夫
1914年6月28日，“青年波斯尼亚”的塞族成员加夫里洛·普林齐普在维多夫丹日刺杀了奥地利皇储弗朗茨·斐迪南大公，引发七月危机，并导致了第一次世界大战的爆发。普林齐普、内德利科·查布里诺维奇和其他青年波斯尼亚成员受到米洛什·奥比利奇英雄主义的鼓舞，重演了科索沃神话。普林齐普非常喜愛佩塔尔二世的《高山花环》，因此受到極強的感召去作烈士。
1916年，南斯拉夫委员会宣布维多夫丹日（6/28）为塞尔维亚人、克罗地亚人和斯洛文尼亚人的全国性节日。该神话被南斯拉夫主义的主要倡导者用作南斯拉夫王国的泛南斯拉夫神话。1920年，6月28的维多夫丹日成为三天公共假期，以象征“有三个名字的国家”的成员间的相互融合。1921年6月28日，维多夫丹宪法通过。
一战前，塞尔维亚通过巴尔干战争从奥斯曼帝国手里夺得了科索沃省。一战中，塞尔维亚在科索沃平原上被包围，被迫向黑山和阿尔巴尼亚大撤退，伤亡惨重，但在战争后期逐渐收复失地，成为最终的战胜国。短短数年中收复、失去、再收复科索沃的经历，使得科索沃神话在一战后越发强大，激发大塞尔维亚主义者主张塞尔维亚民族比其他南斯拉夫民族更优越，南斯拉夫应由塞尔维亚人领导，而不是作为所有南斯拉夫人的平等国家。
科索沃神话也在因南斯拉夫加入三国同盟条约而导致的政变（1941年3月27日）中发挥了作用，影响其意识形态，結果造成南國捲入二戰與德軍全面入侵。强烈反对签署条约的塞尔维亚正教牧首加夫里洛五世在广播讲话中使用了科索沃神话来鼓动國民情绪。米兰·内迪奇和德占塞尔维亚的傀儡政府也使用这个神话，坚称南斯拉夫抵抗運動是科索沃英雄的价值观和遗产的直接反对者。在克罗地亚独立国对塞族人进行种族迫害期间，法西斯的乌斯塔沙以维多夫丹日（6/28）为借口进行屠杀，声称塞尔维亚族人会在这天发动叛乱。
1948年，在南斯拉夫于维多夫丹日（6/28）被蘇聯掌控的共黨情報局驱逐之后，政府部长米洛万·吉拉斯评论说，驱逐决议“刺痛了我们所有塞尔维亚族人的心灵”，并指出“古代灾难与当下威胁和攻击之间的时间巧合”。然而，一代強人兼共產南國領袖约瑟普·布罗兹·铁托几乎没有利用科索沃崇拜，而是更多地关注于能为自我服务的英雄故事，反映他克羅埃西亞人的出身背景，以及壓制大塞爾維亞主義的共產主義立場。

### 塞尔维亚民族主义兴起和南斯拉夫解体
科索沃神话被用来制造塞尔维亚受害者的叙述。这个神话及以塞尔维亚受害者为中心的立场被用来合法化塞尔维亚对科索沃的重新合并。科索沃神话被唤醒，并与“种族灭绝”的隐喻联系在一起。在塞尔维亚作家的笔下，阿尔巴尼亚人是奸诈、暴力的民族，定居在科索沃，与奥斯曼占领者勾结，恐吓信奉基督教的塞尔维亚族人。他们有时被指控自中世纪以来迫害和灭绝科索沃塞族人，从持续几个世纪的塞族种族灭绝（包括19世纪多达15万塞尔维亚族人被强行驱逐），一直到铁托时代的南斯拉夫。一切关于阿尔巴尼亚人控制科索沃的主张都被认为“不道德的”，因其以牺牲塞尔维亚族人的利益为代价。几乎没有统计资料能支持塞尔维亚族人关于种族灭绝的说法，那里也没有像塞尔维亚民族主义者所声称的那样经常发生强奸事件。大卫·布鲁斯·麦克唐纳认为，这种“偏执的修辞”显示了塞尔维亚作家在面对塞尔维亚族人并非传统意义上种族灭绝受害者这一现实时的固执己见和灵活机动。
南斯拉夫共产主义当局淡化该国各社群的民族历史，努力压制塞尔维亚的科索沃神话。尽管如此，大塞尔维亚的宣传人员还是在科索沃神话的脉络下，在当代塞尔维亚制造了各种关于「捍衛科索沃」的口号。米洛舍维奇政府和塞尔维亚东正教会利用该神话，制造了更优越的塞尔维亚族与蛮族发生冲突的叙事觀，以证明当时正在策划的暴力行动的正当性。就这样，该神话就被用作意识形态工具，助长了一系列政治决策，其中一些最终引发了科索沃战争。战争的原因是复杂的，不能归结于一个民族神话，但其确实被用来合法化米洛舍维奇的统治。当代科索沃阿尔巴尼亚族也塑造类似的政治神话，以与科索沃神话对抗，神话的对抗最终走向了武力的血腥对抗。在1990年代南斯拉夫战争期间，科索沃神话广为流传，战争指挥官和政治家——其中一些后来被怀疑犯下战争罪——被比作科索沃战役中的英雄。在波斯尼亚战争和波斯尼亚大屠杀期间，塞族共和国军指挥官拉特科·姆拉迪奇称波斯尼亚人为“土耳其人”，引用第一次塞尔维亚起义的典故，号召部队报复和“反抗达希耶”。维多夫丹日（6/28）在1992年被宣布为波斯尼亚塞族军队的官方瞻礼日；对于大多数波斯尼亚塞族人来说，拉特科·姆拉迪奇是现代的拉扎尔，率领部下与土耳其人進行「聖戰」。
维多夫丹日（6/28）也象征着米洛舍维奇的兴和衰。1989年6月28日，他在大约一百万民众面前发表了纪念科索沃战役600周年的加济梅斯坦演讲，該演講堪稱宏偉激昂、好評如潮，也點燃塞爾維亞人決心「捍衛祖國統一」的聖戰之火，間接催化了1990年開始的南國解體和內戰。2001年6月28日，他被逮捕并引渡到前南问题国际刑事法庭，接受战争罪指控的审判。沃伊斯拉夫·科什图尼察（2000-2003年南联盟总统，2004-2008年塞尔维亚共和国总理）相当看重科索沃的问题。他评论说，一场新的、为了控制科索沃的战斗正在打响，这次是跟美国，“关键问题是，在新的科索沃战役中，武力是否会战胜正义”。
2008年，“为了欧洲的塞尔维亚”联盟在议会选举中获胜后，宣布不会放弃其“科索沃取向”。在2009年的科索沃战役纪念日（6/28），塞尔维亚总统鲍里斯·塔迪奇表示“没有人能从塞尔维亚和塞尔维亚族人手中夺走维多夫丹”，但不应像1989年那样大肆庆祝，最终招致战争和制裁。而新外交部长武克·耶雷米奇则将维多夫丹形容为“捍卫塞尔维亚民族认同的象征”。

### 神话在国外的应用

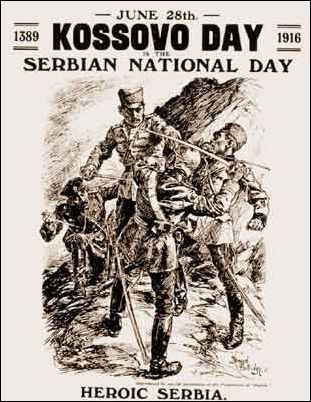
1916年6月28日英国庆祝“科索沃日”的海报

1914年8月4日英国加入第一次世界大战后，希望表明与包括塞尔维亚在内的新盟友的团结。6月28日，英国宣布当天为“科索沃日”，全国各地举行庆祝活动。在法国，关于科索沃史诗的民间诗歌在一战期间出版，作家们强调科索沃神话在增强“复仇能量”方面的重要性。1915年，法国政府下令学校修改课程，增加塞尔维亚和塞尔维亚历史的内容，同时在巴黎和伦敦张贴支持塞尔维亚的海报，包括呼吁在科索沃日祈祷。
亲塞尔维亚的科索沃委员会于1916年在伦敦成立，由埃尔茜·英格利斯领导，成员包括罗伯特·西顿-沃森、阿瑟·埃文斯和查尔斯·奥曼。他们在圣保罗座堂组织了支持塞尔维亚的集会。塞尔维亚历史学家、贝尔格莱德大学教授帕夫莱·波波维奇在剑桥大学的庆祝活动上发表演讲。西顿-沃森写了一篇关于塞尔维亚及其历史的文章，英国各地的学校都阅读了该文。几位著名的历史学家很快开始为英国的亲塞尔维亚情绪做贡献，经常引用科索沃神话。在科索沃日，美国也举行了亲塞尔维亚的活动，美国律师詹姆斯·M·贝克在演讲中提到了拉扎尔和科索沃战争。

## 进一步阅读
- Spasić, Ivana.  [塞尔维亚国族叙事中的科索沃创伤]. Eyerman, Ron; Alexander, Jeffrey C.; Breese, Elizabeth Butler  (编).  [创伤叙事：论集体痛苦的影响]. Routledge. 2015: 81–106  [2021-02-19]. ISBN 9781317255697. （原始内容存档于2017-04-26） （英语）.